# Cañonero Crête-à-Pierrot
El Crête-à-Pierrot fue un cañonero de la Armada de Haití, fue destruido por su propia tripulación, siguiendo las órdenes del almirante Hammerton Killick en 1902, para evitar que cayera en manos del buque de guerra alemán SMS Panther.

## Comisión
El gobierno haitiano encargó un crucero armado el cual fuera diseñado por Sir E.J Reed y construido por Earle's Shipbuilding & Engineering Co. en Hull, Yorkshire, Inglaterra. El barco fue botado como Crête-à-Pierrot, llamado así por la batalla revolucionaria de Crête-à-Pierrot, el 7 de noviembre de 1895. Después de haber sido armado en Francia, se uniría a la Armada de Haití en 1896 y se consideró como la joya de la corona de la Armada, el mejor de los cuatro barcos que poseía en ese momento.
El primer comandante del Crête-à-Pierrot fue el Capitán Gilmour de Escocia, quien sirvió bajo contrato en Haití.

## Destrucción y hundimiento

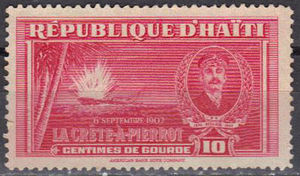
Postal Haitiana de 1942 que muestra la destrucción del Crête-à-Pierrot

En 1902, Haití se vio envuelto en una guerra civil sobre quién se convertiría en presidente tras la repentina renuncia de Tirésias Simon Sam, la Crête-à-Pierrot estaba controlada por el almirante britano-haitiano Hammerton Killick y los partidarios de Anténor Firmin y se usaba para bloquear los puertos donde Pierre Nord Alexis reunía tropas. Había un plan para usar al Crête-à-Pierrot para transportar a Firmin a Puerto Príncipe mientras Jean Jumeau marchaba sobre Puerto Príncipe por tierra.
En septiembre de 1902, el Crête-à-Pierrot se apoderó de un barco de municiones alemán, el SS Markomannia, quien se dirigía a proporcionar municiones a las fuerzas de Alexis. en respuesta, Alexis le pediría ayuda al Imperio alemán para someter al Crête-à-Pierrot. Alemania enviaría al moderno cañonero SMS Panther para encontrar y capturar Crête-à-Pierrot.
El 6 de septiembre, el Crête-à-Pierrot estaba en el puerto de Gonaïves, con Killick y la mayoría de la tripulación de permiso en tierra cuando arribaría el Panther. Killick se apresuraría a subirse a bordo y ordenaria a su tripulación que abandonara el barco. Cuando todos los miembros de la tripulación excepto cuatro habían evacuado el barco, Killick, inspirado por la historia del Capitán LaPorte, se envolvió en una bandera haitiana, disparó el cargador de popa e hizo estallar el barco en lugar de dejar que los alemanes se lo llevaran. Killick y los cuatro tripulantes restantes se hundieron con el barco.
Una hora más tarde, el Panther dispararía treinta tiros al Crête-à-Pierrot para acabar con él y luego se alejaría. Los rifles y ametralladoras del barco serían rescatados, junto con los cuerpos de la tripulación que permanecieron a bordo.

## Galería

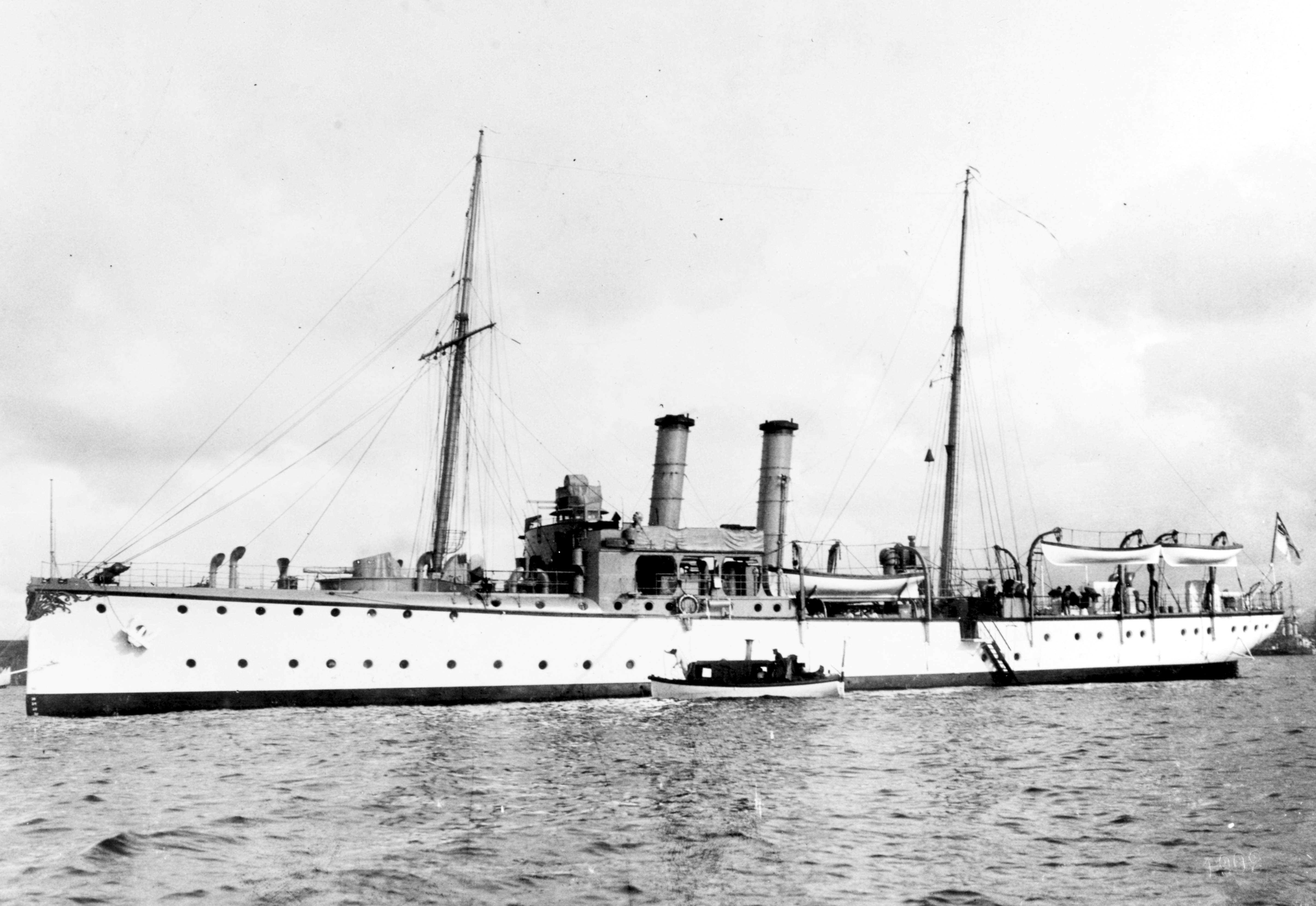
El SMS Panther, el barco alemán enviado a capturar al Crête-à-Pierrot.
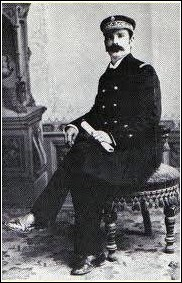
Almirante Hammerton Killick, el cual destruiría al barco para impedir su captura por parte de los alemanes.
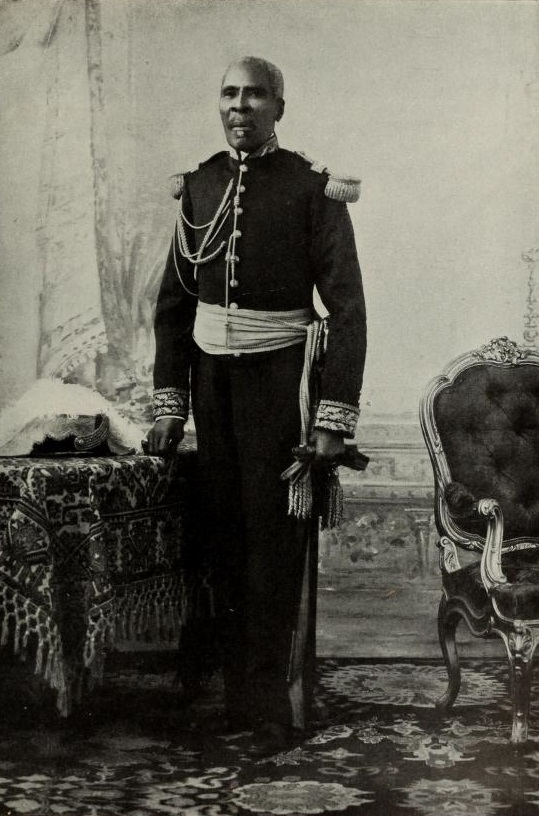
Pierre Nord Alexis, 19° Presidente de Haití.
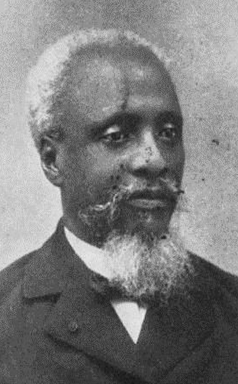
Anténor Firmin. El cual enviaría al Crête-à-Pierrot y el cual se convertiría en el 19° Presidente de Haití.
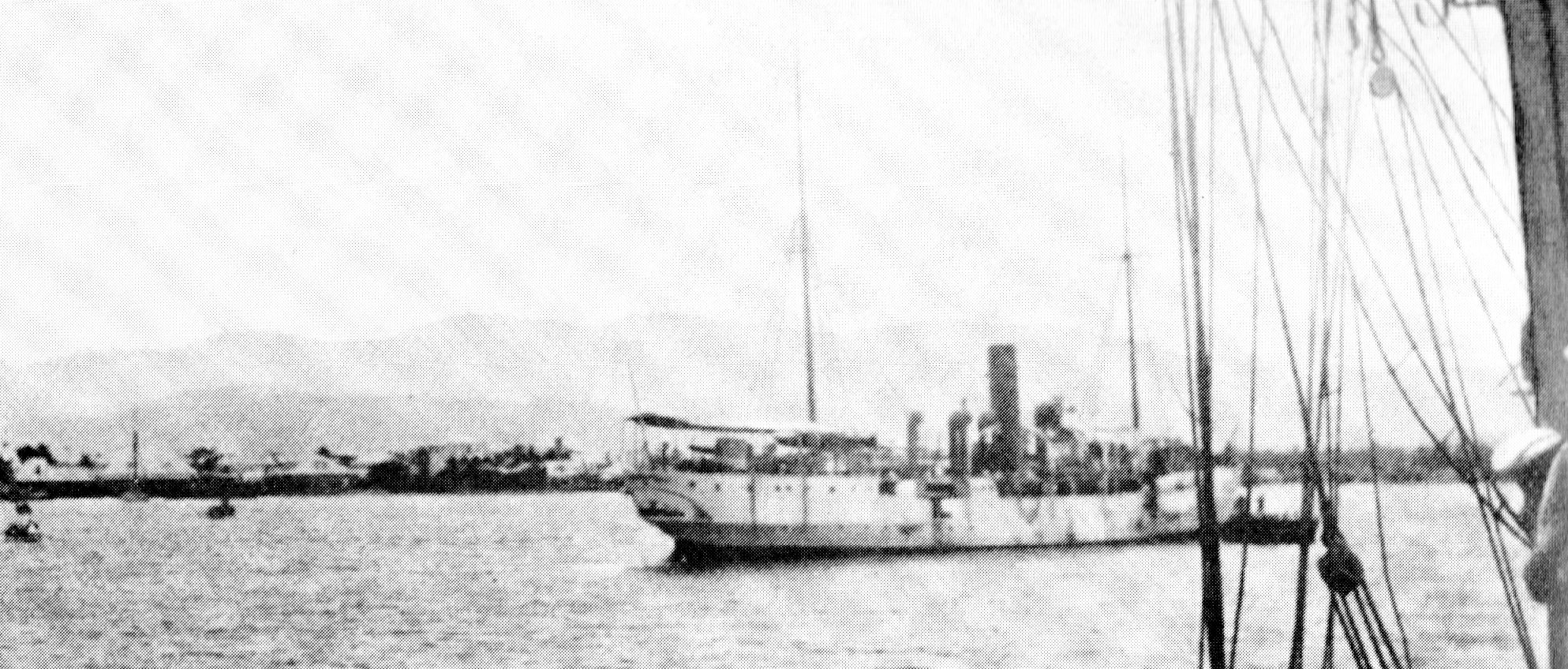
El Crête-à-Pierrot el 6 de noviembre de 1902 en el puerto de Gonaïves, tiempo antes de ser hundido por el SMS Panther.
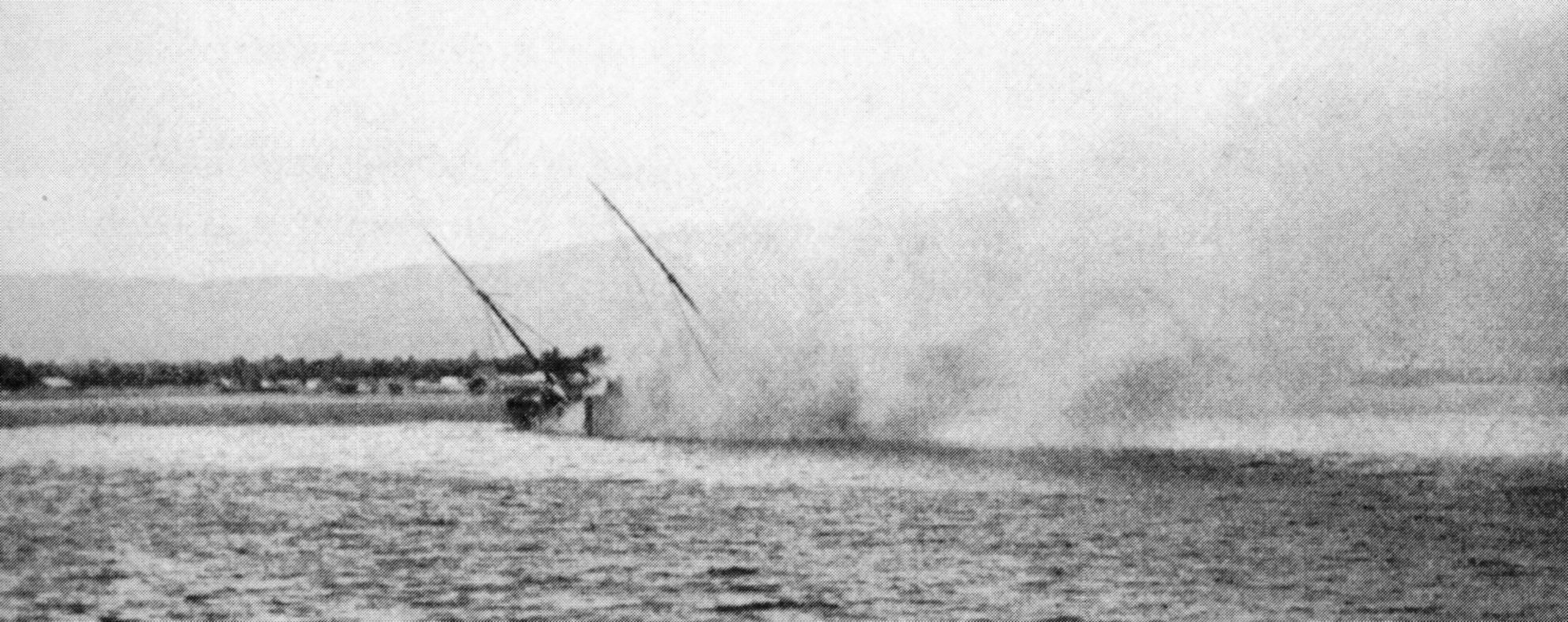
El Crete-à-Pierrot hundido tras el bombardeo dado por parte del SMS Panther.
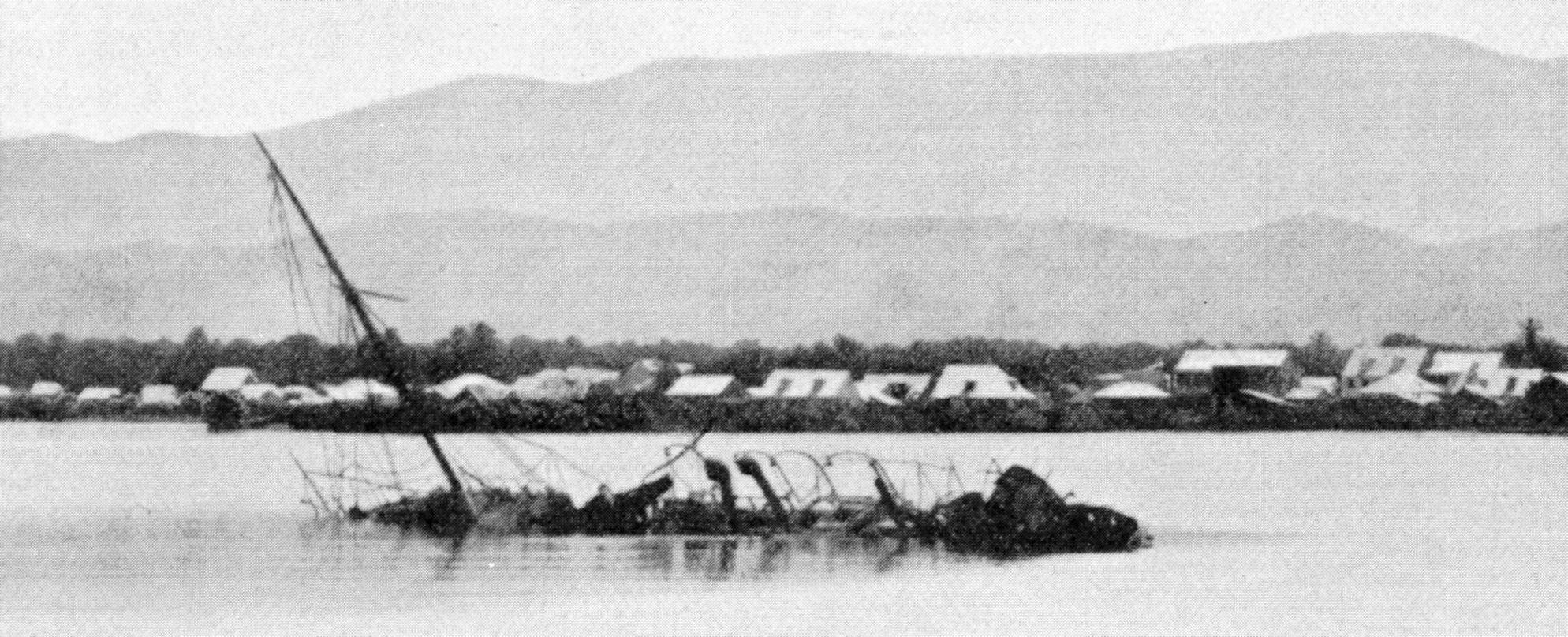
Naufragio del Crete-à-Pierrot tras la batalla.